# Boccaccio (1936)
Boccaccio ist ein 1936 gedrehter deutscher Operetten-Spielfilm von Herbert Maisch. Die Hauptrollen spielen Willy Fritsch und Heli Finkenzeller.

## Handlung
Der Film spielt zur Zeit der italienischen Renaissance im 14. Jahrhundert. Petruccio lebt mit seiner Frau Fiametta in Ferrara. Er ist zunächst Schreiber am Stadtgericht. Unter dem Pseudonym Giovanni Boccaccio schreibt er amouröse Geschichten, an denen sich die Geister der Stadt scheiden. Während die Frauen die Texte voller Entzücken lesen, sind die Männer ob der moralischen Freizügigkeiten empört. Als der Herzog von Ferrara, Cesare d’Este, ein Rendezvous mit der Ehefrau des Verlegers Calandrino hat, wird er fast von diesem überrascht, als er nach Hause kommt. Als Calandrino die von Boccaccio detailliert geschilderten amourösen Abenteuer des Herzogs veröffentlicht, wird er von Petruccio, der inzwischen selbst zum Richter ernannt worden ist, ins Gefängnis gesteckt. Damit seine Identität nicht frühzeitig aufgedeckt wird, bleibt Petruccico nichts anderes übrig, als sein Alter Ego in Abwesenheit zum Tode zu verurteilen. Nach einer Vielzahl von Verwirrungen kommt es zum Höhepunkt, als auf einem nächtlichen Ball gleich zwei maskierte Männer auftauchen, die sich als Boccaccio ausgeben.

## Hintergrund
Der Film wurde von der Universum-Film AG Berlin unter der Herstellungsleitung von Max Pfeiffer zwischen Mitte Februar und Mitte April 1936 in den Ufa-Ateliers Neubabelsberg produziert und am 11. August 1936 im UFA-Palast (Berlin) uraufgeführt.
Die Filmmusik stammt von Franz Doelle, die Liedtexte von Charles Amberg. Einzelne Lieder wie „Bella Fiametta“, „Alles, alles tu’ ich aus Liebe“ und „Strahlende Sonne“ erschienen, interpretiert von Charles Amberg, im Ufaton Verlag.

## Rezeption
Das Lexikon des internationalen Films bezeichnete den Film „als amüsante UFA-Filmoperette, die mit satirischem Unterton bisweilen an Amphitryon anzuknüpfen sucht“.